# W40 (ядерна боєголовка)
Ядерна боєголовка W40 — американська ядерна боєголовка з прискореним термоядерним синтезом, розробленою наприкінці 1950-х років перебувала на озброєнні з 1959 по 1972 рік.
Повідомляється, що конструкція W40 була звичайним первинним або ядерним ядром Python, який використовується в ядерній бомбі США B28, ядерній боєголовці W28 і ядерній боєголовці W49.
W40 була 460 мм в діаметрі 810 мм завдовжки і важила близько 175 кг. Мала проектну потужність 10 кілотонн.
W40 використовувався в ракетах «земля-земля» (SRBM) MGM-18 Lacrosse і ракетах «земля-повітря » (SAM) CIM-10 Bomarc.
Боєголовка Bomarc була смертельною для середнього бомбардувальника на відстані близько одного кілометра. Боєголовки монтувалися на ракетах з інтервалом у 90 днів, після чого проходили періодичну перевірку та технічне обслуговування.
Перший серійний пристрій було виготовлено в січні 1959 року, виробництво почалося в червні, вилучено в серпні через значну проблему безпеки та перевипущено у вересні з тимчасовим виправленням. У 1960 році була виявлена одноточкова проблема безпеки, і в грудні 1963 року була розробленк і розісланк W40 версія mod 2 з виправленням.